# Braunwurzgewächse
Die Braunwurzgewächse (Scrophulariaceae), früher auch Rachenblütler genannt, bilden eine Familie in der Ordnung der Lippenblütlerartigen (Lamiales) innerhalb der Bedecktsamigen Pflanzen (Magnoliopsida). Weltweit sind bislang etwa 1.700 Arten beschrieben, hauptsächlich krautige Pflanzen.

## Beschreibung

### Vegetative Merkmale
Es sind überwiegend krautige Pflanzen, aber es gibt auch verholzende Arten. Die Laubblätter sind meistens gegenständig.

### Generative Merkmale

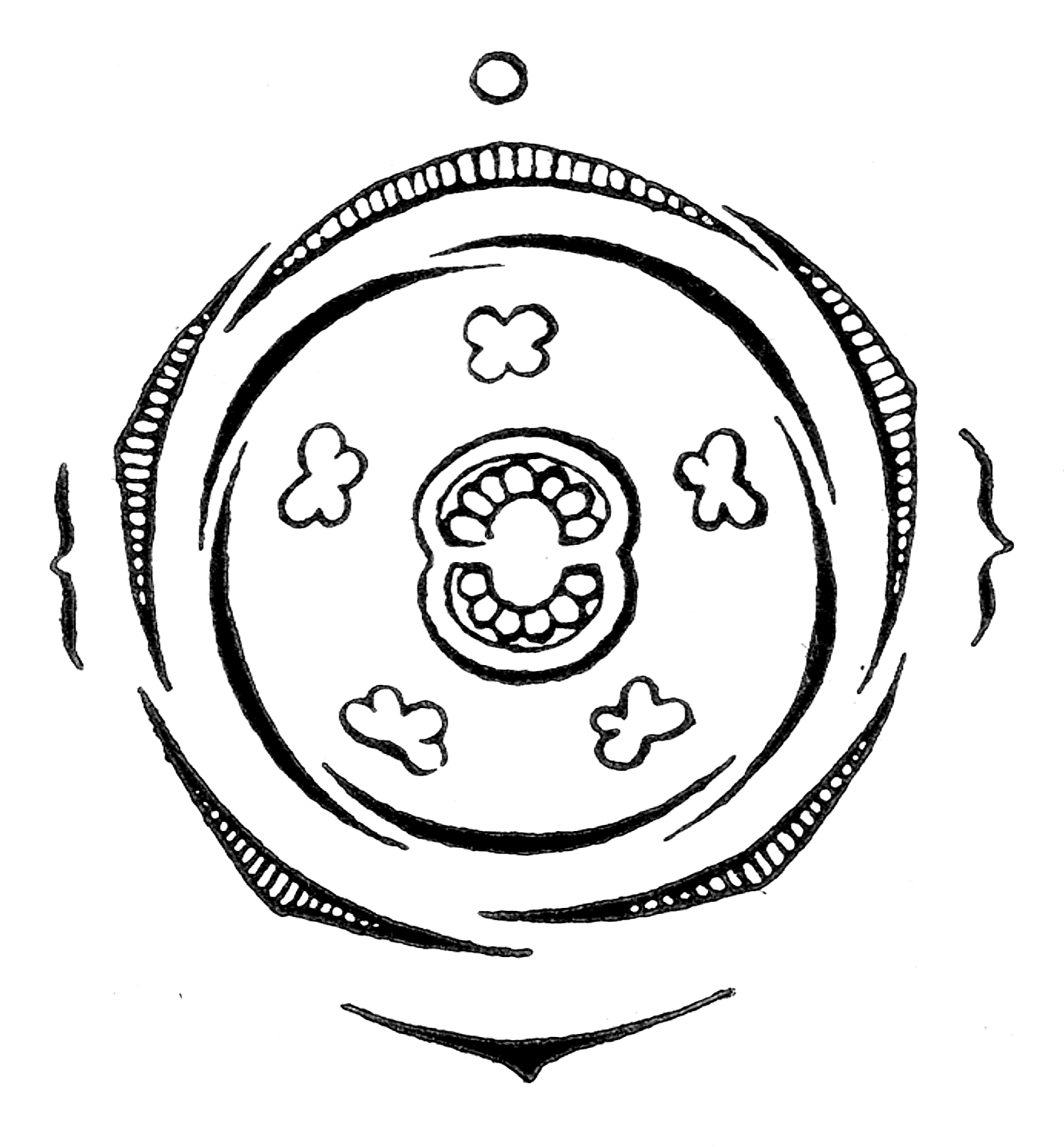
Blütendiagramm von Verbascum

Die Blüten stehen häufig in traubigen Blütenständen zusammen.
Die vier- oder fünfzähligen Blüten sind meist zygomorph. Die je vier oder fünf Kelch- und Kronblätter sind meist untereinander verwachsen. Bei einigen Arten ist das vordere Kronblatt „maskiert“ oder es kommt ein Nektarsporn oder eine Aufwölbung am Eingang zur Kronröhre vor; dadurch sind nur kräftige Insekten, beispielsweise Hummeln, in der Lage an den Pollen zu kommen. Es ist nur ein Staubblattkreis vorhanden, und die Anzahl der Staubblätter beträgt meist vier oder fünf. Der Fruchtknoten ist oberständig.
Die Blütenformel lautet:
{\displaystyle \downarrow K_{(5)}\;[C_{(5)}\;A_{5-4-2}]\;G_{\underline {(2)}}}
Sie bilden meist Kapselfrüchte, in denen meist viele Samen enthalten sind. Es kann viel bis kein Endosperm vorhanden sein.

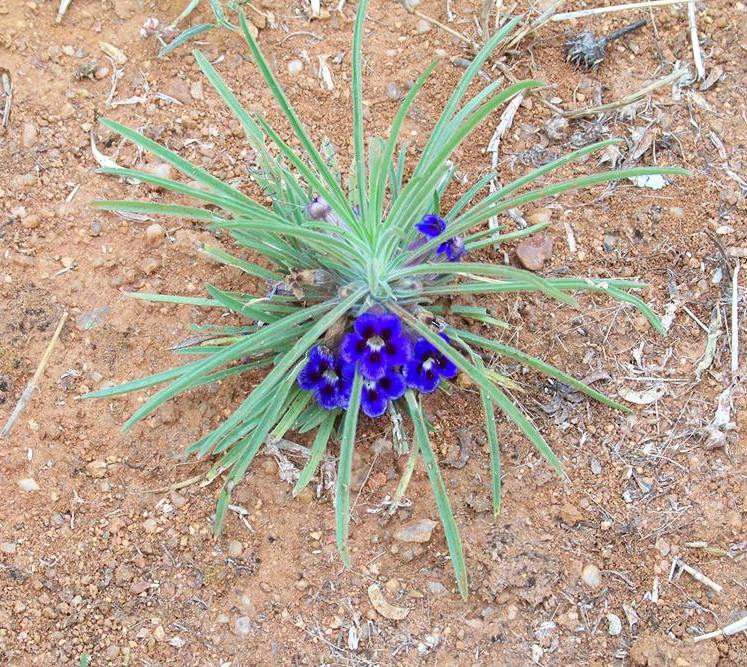
Tribus Aptosimeae: Aptosimum lineare

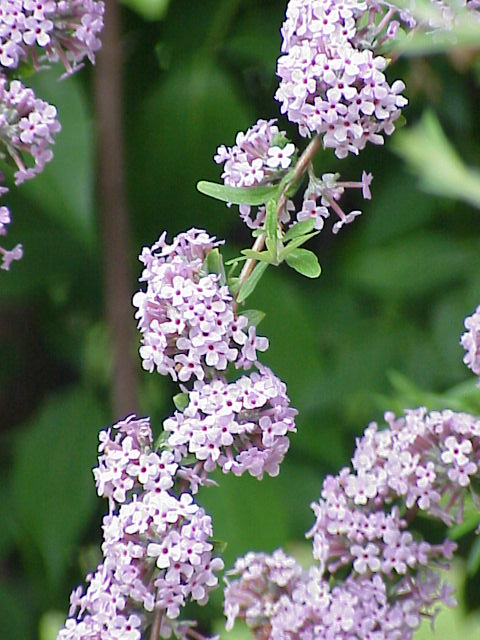
Tribus Buddlejeae: Buddleja alternifolia

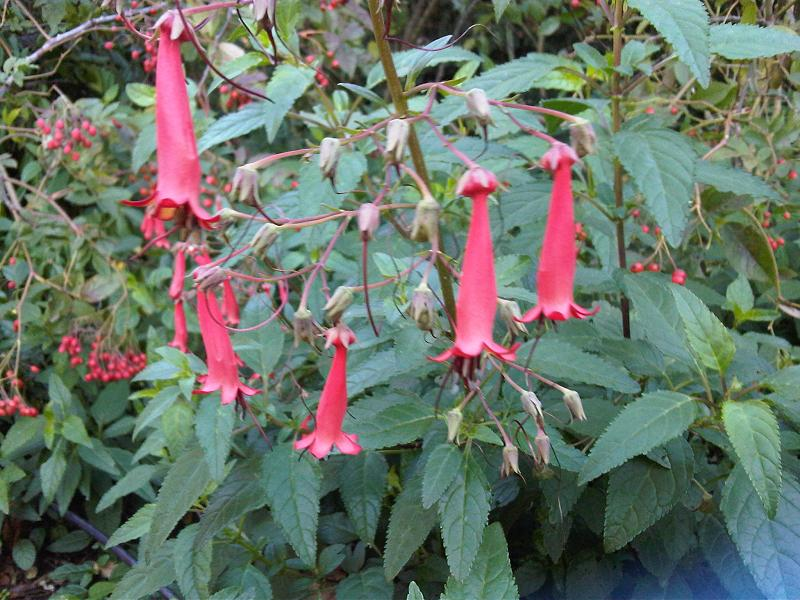
Tribus Freylinieae: Phygelius capensis

## Systematik und Verbreitung
Als gültige Erstveröffentlichung der Familie der Scrophulariaceae unter dem „Scrophulariae“ Antoine Laurent de Jussieu: Genera Plantarum, 1789, S. 117–118. Der Name Scrophulariaceae wurde schon 1782 von Jean Francois Durande in Notions Élémentaires de Botanique, ... S. 265 veröffentlicht. Typusgattung ist Scrophularia L. Synonyme für Scrophulariaceae Juss. sind Bontiaceae Horan., Buddlejaceae K.Wilh., Caprariaceae Martynov, Hebenstretiaceae Horan., Limosellaceae J.Agardh, Myoporaceae R.Br., Oftiaceae Takht. & Reveal, Selaginaceae Choisy, Spielmanniaceae J.Agardh nom. illeg. und Verbascaceae Bercht. & J.Presl.
Die Familie Scrophulariaceae ist in neun Tribus gegliedert, hier vollständig mit den 52 bis 65 Gattungen und etwa 1700 Arten (hier jeweils mit Verbreitungsgebiet und Anzahl der Arten):
- Tribus Aptosimeae (Benth.) Benth.: Sie enthält drei Gattungen mit etwa 40 Arten:
  - Anticharis Endl.: Die etwa 14 Arten sind in Afrika verbreitet.
  - Aptosimum Burch. ex Benth.: Die etwa 20 Arten sind in Afrika verbreitet.
  - Peliostomum E.Mey. ex Benth.: Die sieben Arten sind im tropischen und südlichen Afrika verbreitet.

- Tribus Buddlejeae Bartl. (Syn.: Buddlejaceae K.Wilh.): Seit 2017 gehören alle etwa 108 Arten zu einer Gattung:[3]
  - Sommerflieder (Buddleja L., Syn.: Chilianthus, Emorya Torr. Gomphostigma Turcz., Nicodemia Ten.): Von den etwa 108 Arten sind etwa 66 in der Neotropis, etwa 16 Arten im Südlichen Afrika, Ostafrika sowie Madagaskar und etwa 24 Arten in Asien verbreitet.[3]

- Tribus Freylinieae Barringer: Sie enthält ein bis vier Gattungen mit etwa acht Arten:
  - Antherothamnus N.E.Br.: Sie enthält wohl nur eine Art:
    - Antherothamnus pearsonii N.E.Br.: Sie kommt im zentralen und südlichen Afrika vor.

  - Freylinia Colla: Die etwa vier Arten sind im tropischen und südlichen Afrika verbreitet.
  - Phygelius E.Mey. ex Benth.: Die nur zwei Arten sind im südlichen Afrika verbreitet.

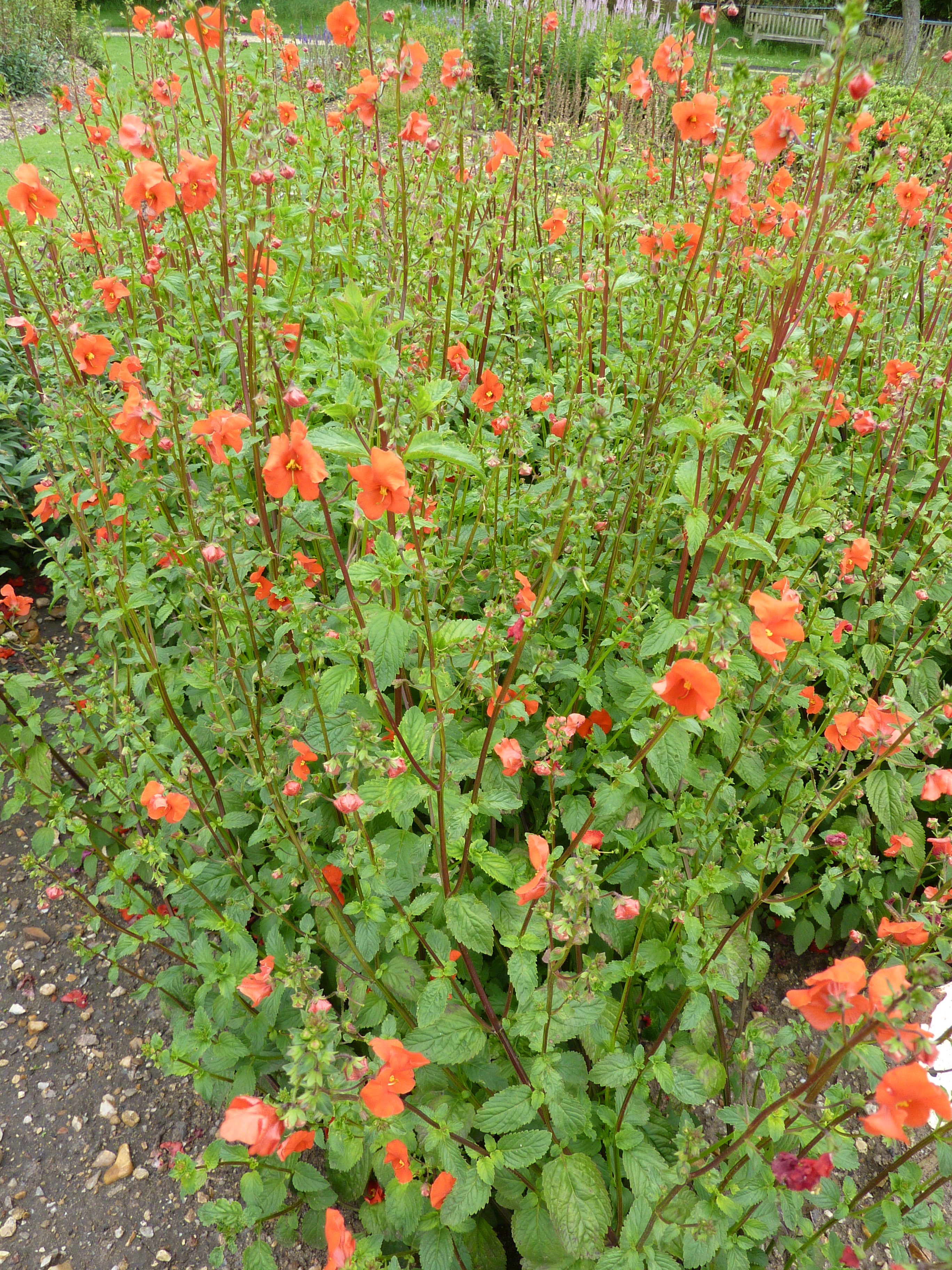
Tribus Hemimerideae: Alonsoa warscewiczii

- Tribus Hemimerideae Benth.: Sie enthält sechs Gattungen mit etwa 134 Arten:
  - Alonsoa Ruiz & Pav.: Die etwa 16 Arten sind in der Neotropis und in Südafrika verbreitet.
  - Colpias E.Mey. ex Benth.: Sie enthält nur eine Art:
    - Colpias mollis E. Mey. ex Benth.: Sie kommt nur in der südafrikanischen Provinz Nordkap vor.[4]

  - Diascia Link & Otto: Die über 50 Arten sind im südlichen Afrika verbreitet.
  - Diclis Benth.: Die etwa zehn Arten sind im tropischen bis südlichen Afrika und auf Madagaskar verbreitet.
  - Hemimeris L. f.: Die vier Arten sind kommen nur in südafrikanischen Provinzen Nord-, West- sowie Ostkap vor.[5]
  - Elfenspiegel (Nemesia Vent.): Die etwa 65 Arten sind vom tropischen bis ins südlichen Afrika verbreitet.

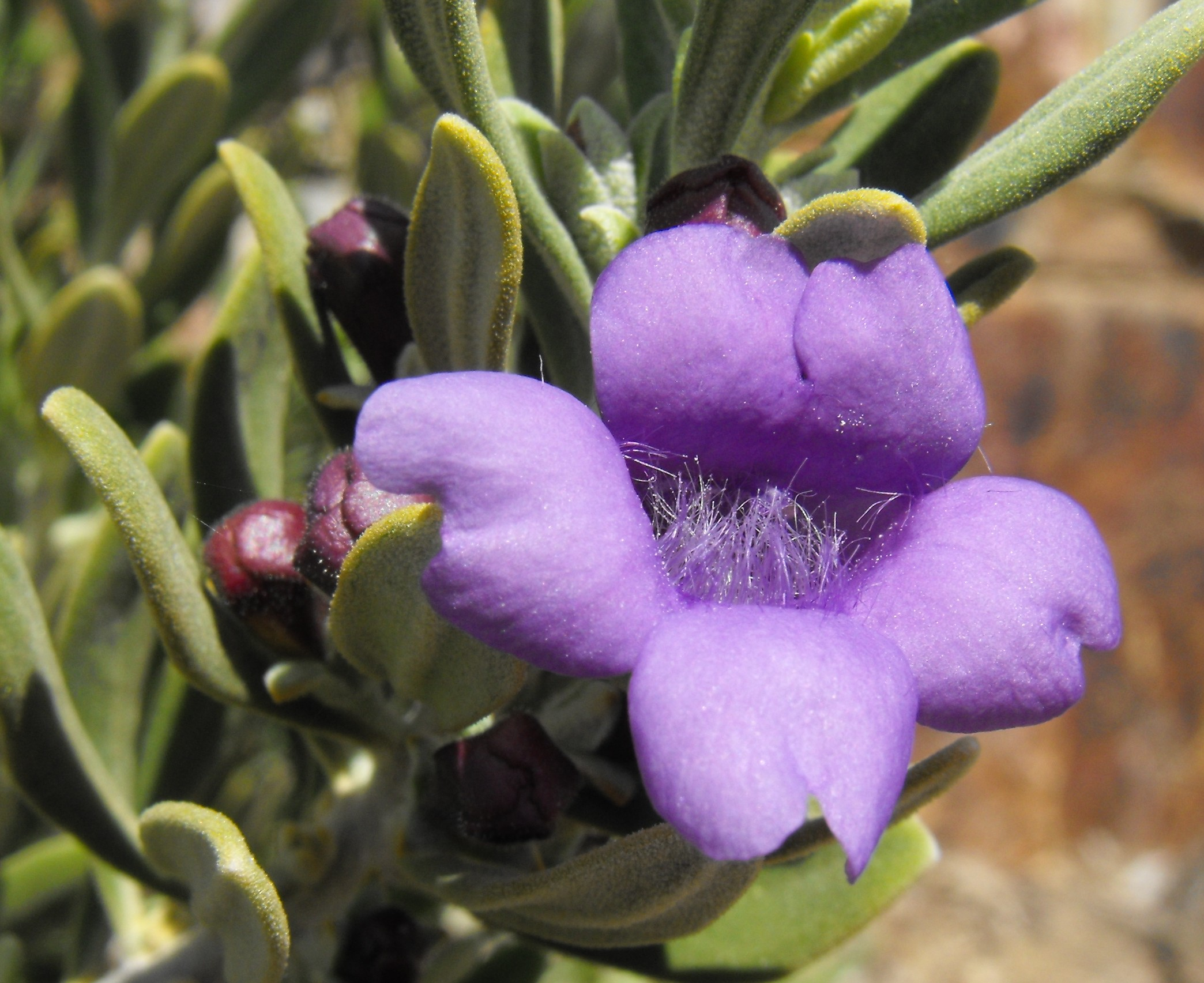
Tribus Leucophyleae: Leucophyllum revolutum

- Tribus Leucophyleae Miers: Sie enthält nur zwei Gattungen mit etwa 17 Arten:
  - Eremogeton Standl. & L.O.Williams: Sie enthält nur eine Art:
    - Eremogeton grandiflorus (A.Gray) Standl. & L.O.Williams: Sie kommt von Mexiko bis Guatemala vor.

  - Leucophyllum Humb. & Bonpl.: Die etwa zwölf Arten sind im südwestlichen Nordamerika verbreitet.
    - Leucophyllum frutescens (Berland.) I.M.Johnst.: Aus Texas und Mexiko.

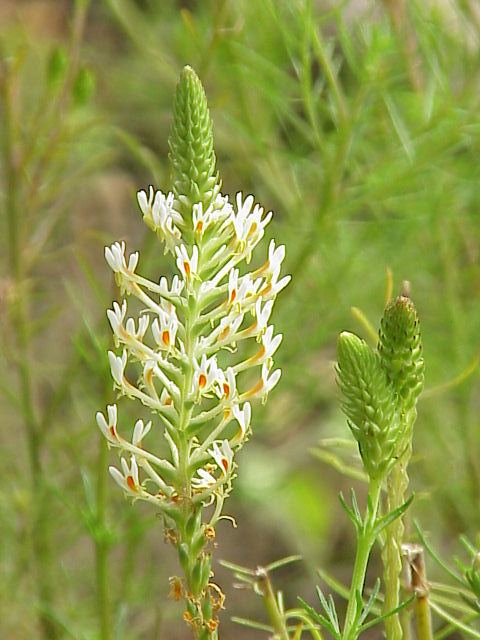
Tribus Limoselleae: Hebenstretia dentata

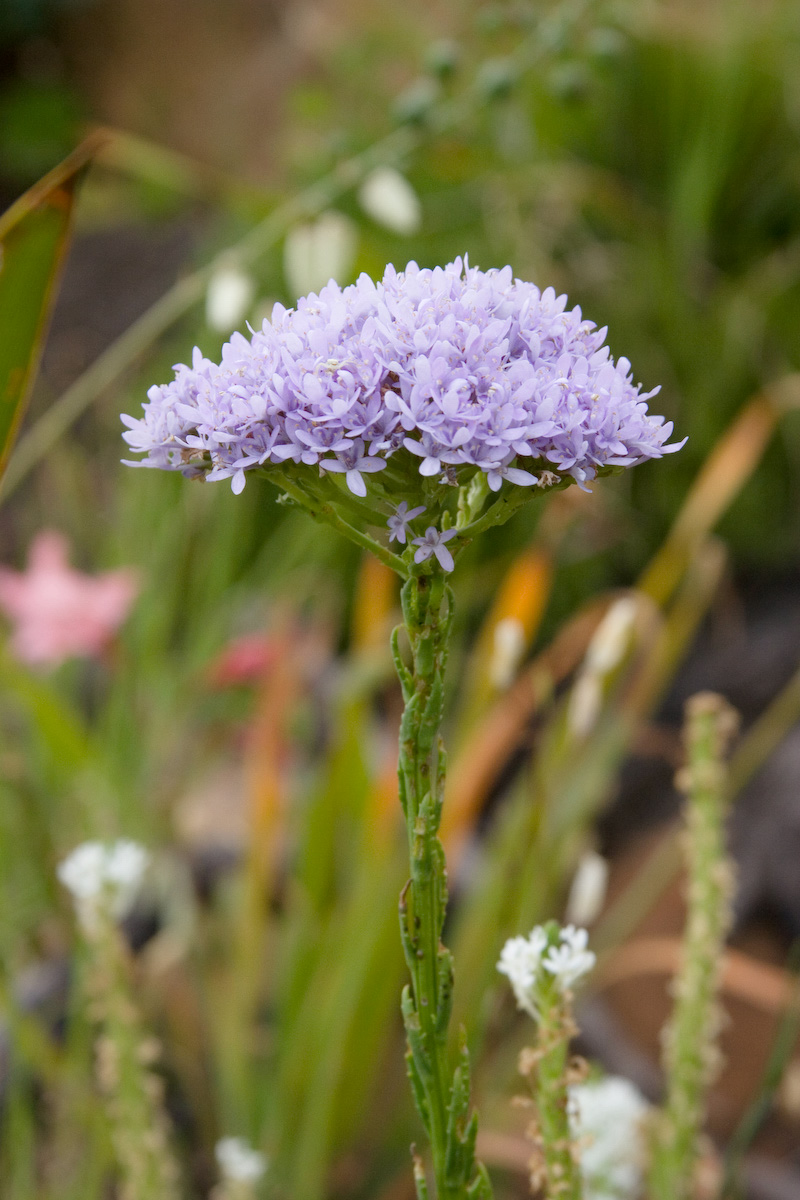
Tribus Limoselleae: Selago spuria

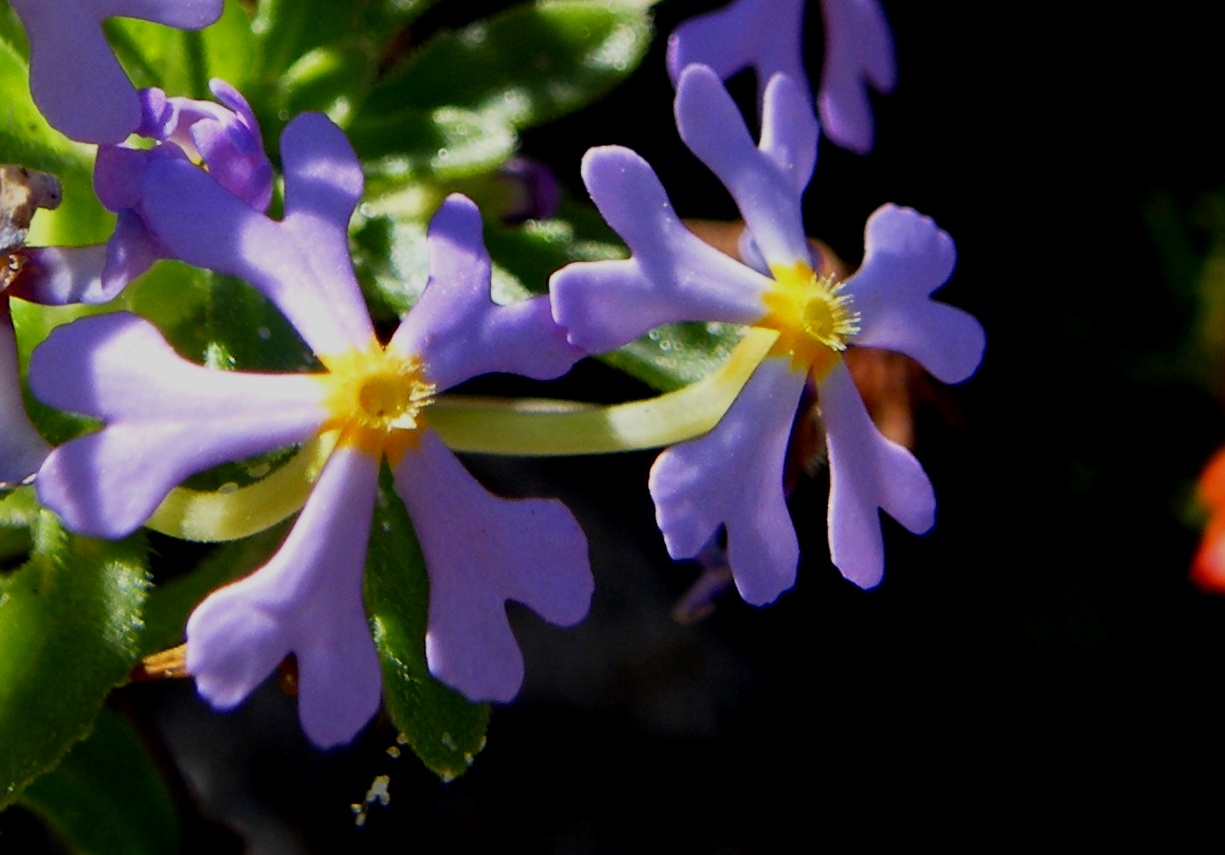
Tribus Limoselleae: Zaluzianskya villosa

- Tribus Limoselleae Dumort. (Syn.: Manuleeae Hilliard, Selagineae): Sie enthält seit 2004 27 bis 28 Gattungen mit etwa 566 Arten:[6]
  - Barthlottia Eb. Fisch.: Sie enthält nur eine Art:
    - Barthlottia madagascariensis Eb. Fisch.: Sie kommt nur auf Madagaskar vor.

  - Camptoloma Benth.: Die nur drei Arten kommen nur in Somalia und auf Sokotra vor.
  - Chaenostoma Benth. (Die etwa 46 Arten waren eine Weile in Sutera Roth eingegliedert, aber die Gattung Chaenostoma wurde reaktiviert damit die Gattung Sutera monophyletisch wurde.)[6]
  - Chenopodiopsis Hilliard: Die nur drei Arten kommen nur in der südafrikanischen Provinz Westkap vor.[7]
  - Cromidon Compton: Von den etwa zwölf Arten kommen zehn nur in Südafrika vor, die beiden anderen sind im südlichen Afrika verbreitet.
  - Dischisma Choisy: Die etwa elf Arten sind im südlichen Afrika von den südafrikanischen Provinzen Ost-, West- sowie Nordkap bis Namibia verbreitet.
  - Glekia Hilliard: Sie enthält nur eine Art:
    - Glekia krebsiana (Benth.) Hilliard: Sie kommt nur in der südafrikanischen Provinz Ostkap vor.[8]

  - Globulariopsis Compton: Von den sieben Arten kommen sechs nur in der südafrikanischen Provinz Westkap und eine auch in Nordkap vor.[9]
  - Glumicalyx Hiern: Die etwa sechs Arten sind vom südlichen bis zum südöstlichen Afrika verbreitet.
  - Gosela Choisy: Sie enthält nur eine Art:
    - Gosela eckloniana Choisy: Sie kommt nur in den südafrikanischen Provinzen Nord- und Westkap vor.[10]

  - Hebenstretia L. (Syn.: Hebenstreitia L. orth. var.): Die etwa 25 Arten sind im tropischen Südamerika verbreitet.
  - Jamesbrittenia Kuntze: Die etwa 83 Arten sind in Südafrika verbreitet.
  - Limosella L.: Die etwa elf Arten sind fast weltweit verbreitet, beispielsweise:
    - Schlammling (Limosella aquatica L.)

  - Lyperia Benth.: Von den etwa sieben Arten kommen fünf nur in den südafrikanischen Provinzen Ost, Nord- und Westkap vor und die anderen beiden sind im südlichen Afrika verbreitet.
  - Manulea L.: Die etwa 73 Arten sind in Südafrika verbreitet.
  - Manuleopsis Thell. ex Schinz: Sie enthält wohl nur eine Art:
    - Manuleopsis dinteri Thell. ex Schinz: Sie kommt im südwestlichen Afrika vor.

  - Melanospermum Hilliard: Die etwa sechs Arten sind in Südafrika verbreitet.
  - Micranthemum: siehe Linderniaceae
  - Microdon Choisy (Syn.: Agathelpis Choisy): Die sieben bis neun Arten sind im Südwest-Kap verbreitet.
  - Phyllopodium Benth.: Die etwa 26 Arten sind im Südwest-Kap verbreitet.
  - Polycarena Benth.: Die etwa 17 Arten sind im Südwest-Kap verbreitet.
  - Pseudoselago Hilliard (manchmal in Selago L.): Die etwa 28 Arten sind im westlichen Südafrika verbreitet.
  - Reyemia Hilliard: Die nur zwei Arten sind in Südafrika verbreitet.
  - Selago L.: Die über 190 Arten sind im tropischen bis südlichen Afrika und Madagaskar verbreitet.
  - Strobilopsis Hilliard & B.L.Burtt: Sie enthält nur eine Art:
    - Strobilopsis wrightii Hilliard & B.L.BurttSie kommt in Südafrika vor.

  - Sutera Roth: Die etwa 49 Arten sind in Südafrika verbreitet.
  - Tetraselago Junell: Die vier Arten sind in Südafrika verbreitet.
  - Trieenea Hilliard: Die neun Arten sind im Südwest-Kap verbreitet.
  - Zaluzianskya F.W.Schmidt: Die etwa 55 Arten sind im westlichen Südafrika verbreitet, beispielsweise:
    - Sternbalsam (Zaluzianskya capensis Walp.)

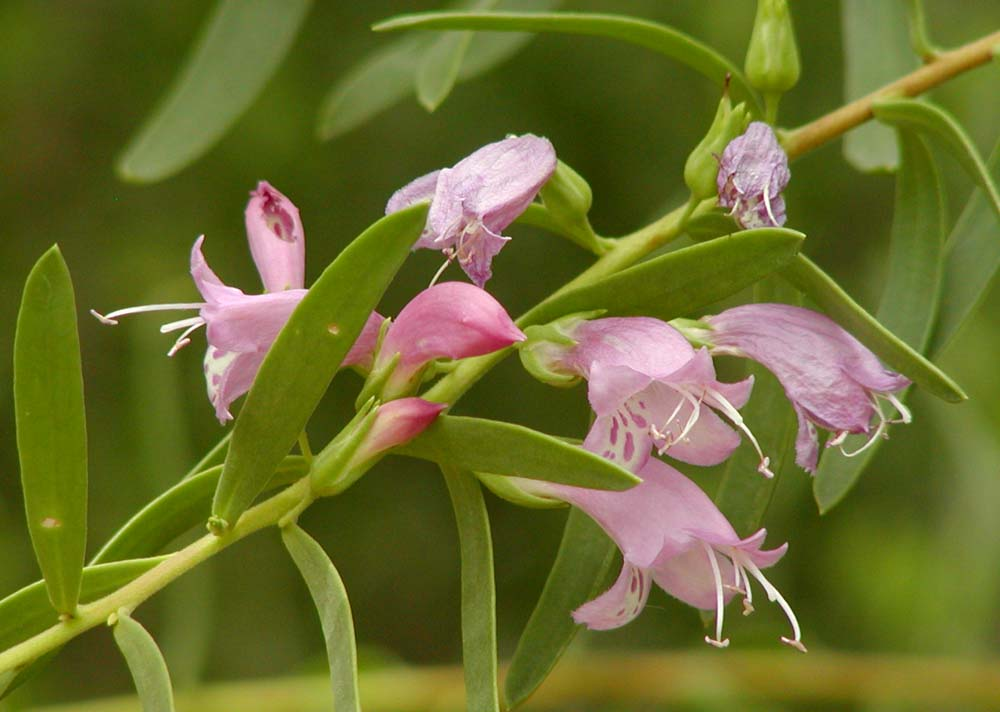
Tribus Myoporeae: Eremophila maculata

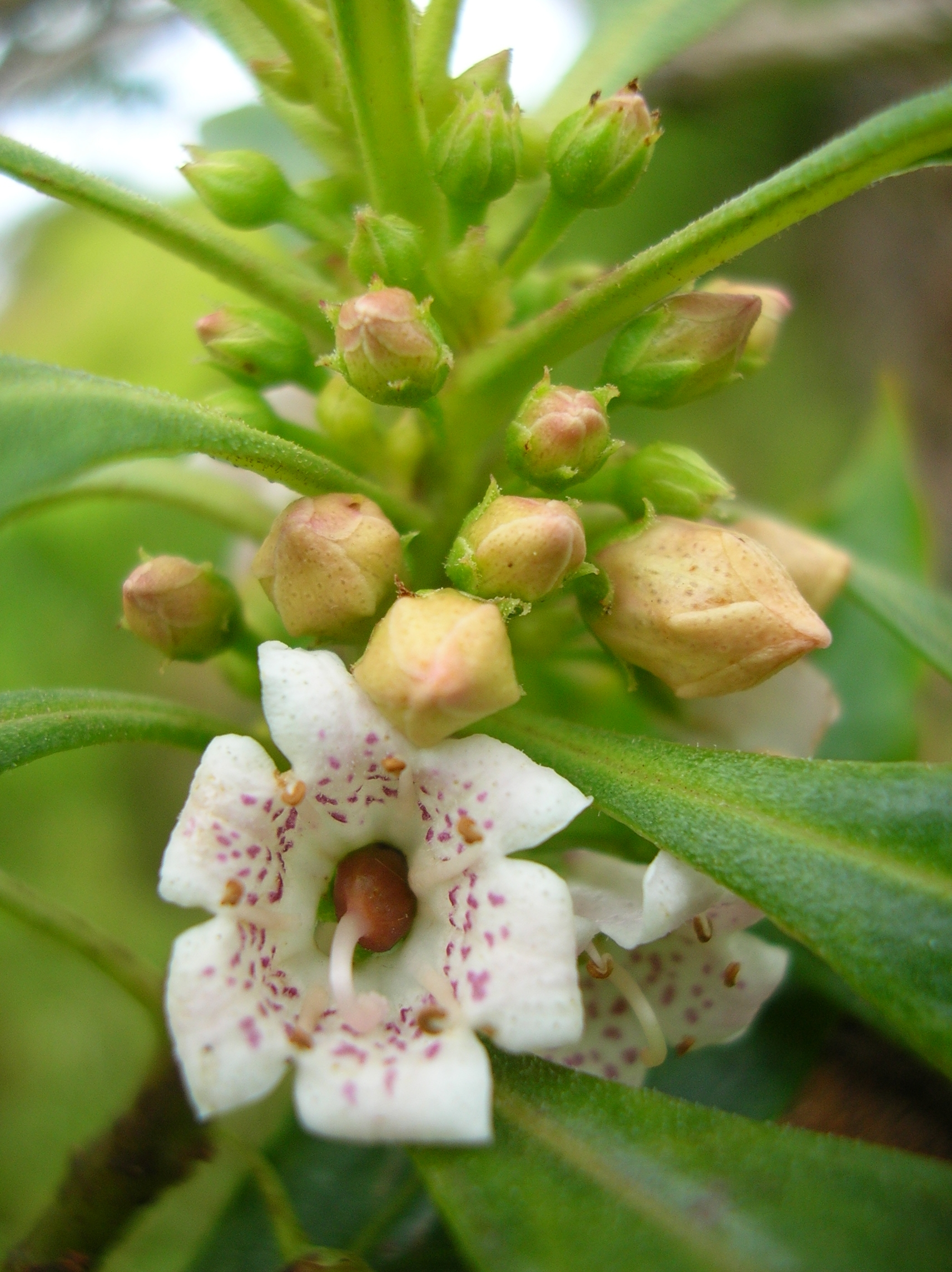
Tribus Myoporeae: Myoporum sandwicense

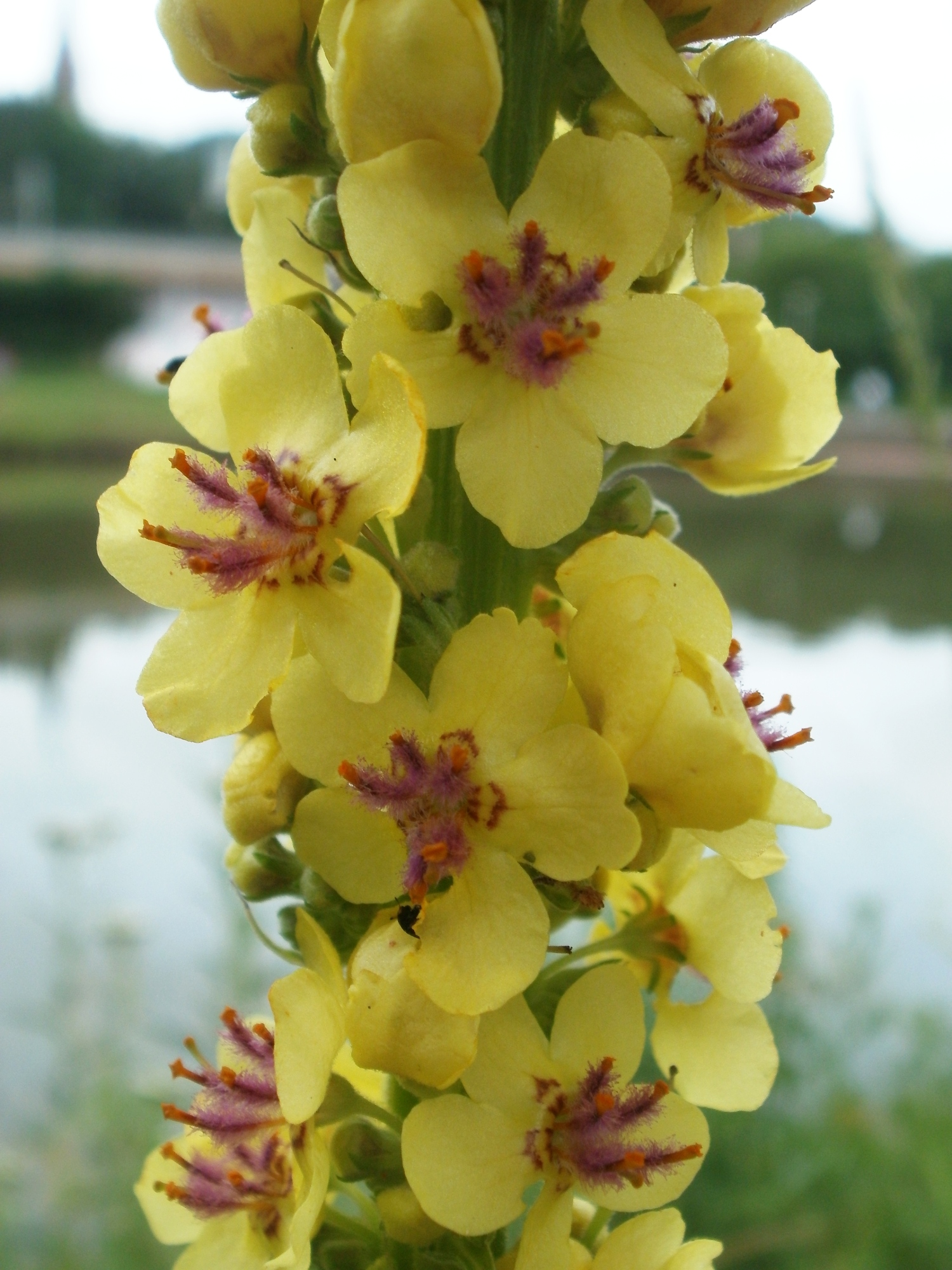
Tribus Scrophularieae: Schwarze Königskerze (Verbascum nigrum)

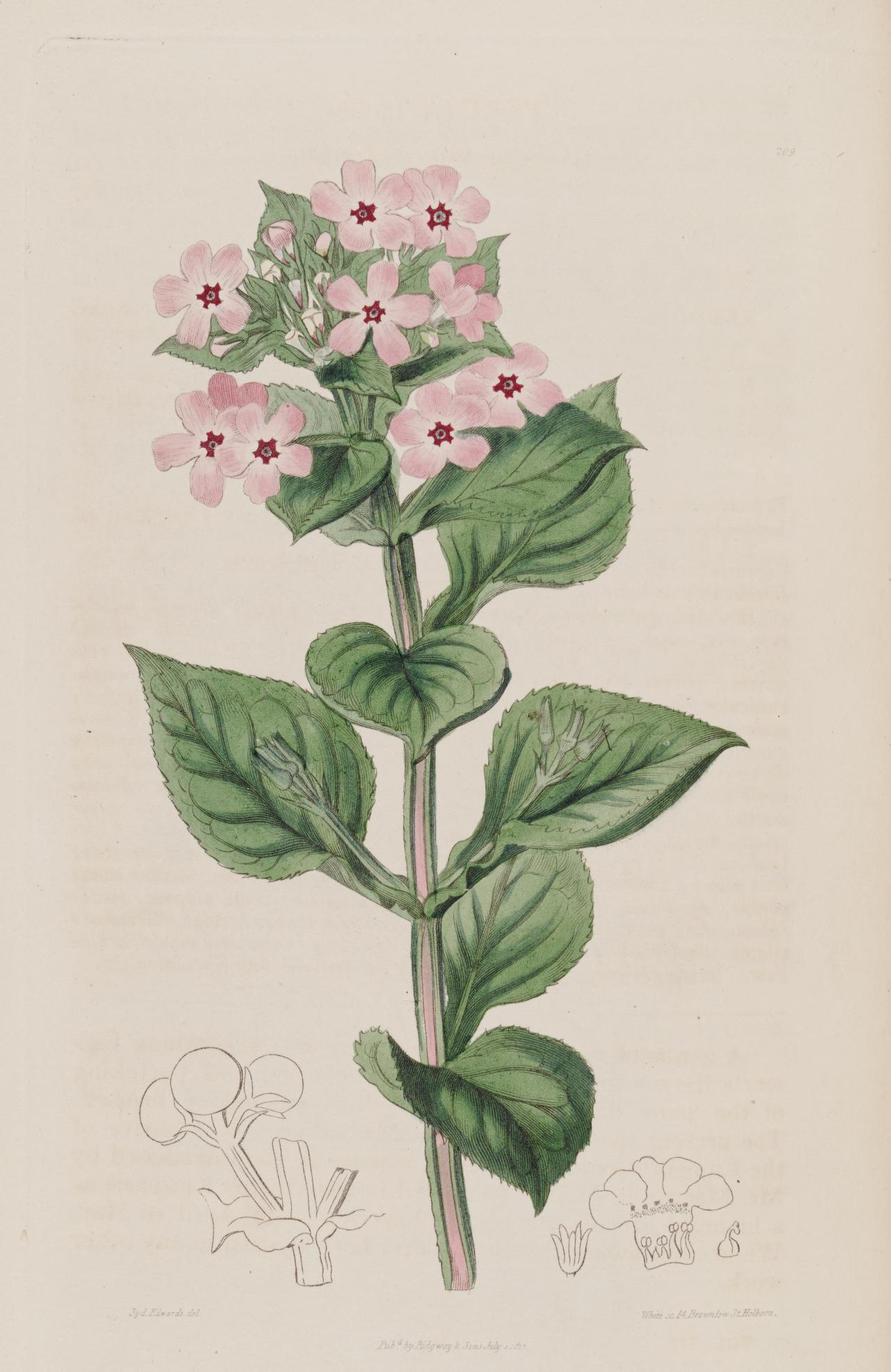
Tribus Teedieae: Teedia lucida, Illustration

- Tribus Myoporeae (sensu Chinnock): Sie enthält etwa sieben Gattungen mit etwa 236 Arten:
  - Androya H.Perrier: Sie enthält nur eine Art:
    - Androya decaryi H.Perrier: Sie kommt nur auf Madagaskar vor.

  - Bontia L.: Sie enthält wohl nur eine Art
    - Bontia daphnoides L.: Sie kommt auf den Karibischen Inseln und im tropischen Südamerika vor.

  - Calamphoreus Chinnock: Sie enthält nur eine Art:
    - Calamphoreus inflatus (C.A.Gardner) Chinnock: Sie kommt im westlichen Australien vor.

  - Diocirea Chinnock: Die etwa vier Arten sind in Australien verbreitet.
  - Emusträucher (Eremophila R.Br.): Die etwa 214 Arten sind in Australien verbreitet (und eine Art in Neuseeland).
  - Glycocystis Chinnock: Sie enthält nur eine Art:
    - Glycocystis beckeri (F.Muell.) Chinnock: Sie kommt in Australien vor.

  - Myoporum Sol. ex Forster: Die etwa 30 Arten sind in Australien, Neuseeland, auf den Pazifischen Inseln und im östlichen Asien verbreitet.
  - Pentacoelium Zucc.: Sie enthält nur eine Art:
    - Pentacoelium bontioides Sieb. & Zucc.: Sie kommt in Australien vor.

- Tribus Scrophularieae Dumort.: Sei enthält fünf Gattungen mit etwa 564 Arten:
  - Antherothamnus N.E.Br.: Sie enthält wohl nur eine Art:
    - Antherothamnus pearsonii N.E.Br.: Sie ist im zentralen bis südlichen Afrika verbreitet.

  - Nathaliella B.Fedtsch.: Mit nur einer Art:
    - Nathaliella alaica B.Fedtsch.: Sie ist in China und Kirgisistan verbreitet.

  - Oreosolen Hook. f.: Die nur drei Arten sind im Himalaja verbreitet.
  - Braunwurzen (Scrophularia L.): Die etwa 200 Arten sind in den gemäßigten Gebieten der Nordhalbkugel und bis zur Neotropis verbreitet.
  - Königskerzen (Verbascum L., inklusive Staurophragma Fisch. & C.A.Mey., Celsia L.): Die etwa 360 Arten sind in Eurasien und im östlichen Afrika verbreitet.

- Tribus Teedieae G.Don: Sie enthält drei bis fünf Gattungen mit etwa sechs Arten:
  - Oftia Adans.: Mit drei Arten in Südafrika.
  - Ranopisoa J.-F.Leroy: Sie enthält nur eine Art:
    - Ranopisoa rakotosonii (Capuron) J.-F.Leroy: Sie kommt nur in Madagaskar vor.

  - Teedia Rudolphi: Die nur zwei Arten sind in Südafrika verbreitet.
  - Dermatobotrys Bolus: Sie enthält nur eine Art:
    - Dermatobotrys saundersii Bolus: Sie kommt in Südafrika vor.

### Gattungen, die anderen Familien zugeordnet sind (Auswahl)
- Früher zu den Braunwurzgewächsen, seit 2001 zu den Wegerichgewächsen (Plantaginaceae) gerechnet werden folgende Gattungen:
  - Acanthorrhinum Rothm.
  - Achetaria Cham. & Schltdl.
  - Adenosma R.Br.
  - Albraunia Speta
  - Lochschlund (Anarrhinum Desf.)
  - Löwenmäuler (Antirrhinum L.)
  - Asarina Mill.
  - Capraria L.
  - Orant (Chaenorhinum (DC.) Rchb.)
  - Cheilophyllum Pennell ex Britton
  - Zimbelkräuter (Cymbalaria L.)
  - Fingerhüte (Digitalis L.)
  - Alpenbalsam (Erinus L.)
  - Gnadenkräuter (Gratiola L.)
  - Tännelkräuter (Kickxia Dumort.)
  - Leinkräuter (Linaria Mill.)
  - Mänderle (Paederota L.)
  - Ehrenpreis (Veronica L.)
  - Wulfenien (Wulfenia Jacq.)

- Früher wie Ilysanthes (Synonym)[11] zu den Braunwurzgewächsen, seit 2001 zu den Linderniaceae gerechnet wird folgende Gattung:
  - Büchsenkräuter (Lindernia All.)

- Früher zu den Braunwurzgewächsen, heute zu den Sommerwurzgewächsen (Orobanchaceae) gerechnet werden folgende Gattungen:
  - Bartsia L.
  - Augentrost (Euphrasia L.)
  - Schuppenwurzen (Lathraea L.)
  - Wachtelweizen (Melampyrum L.)
  - Zahntrost (Odontites Ludw.)
  - Parentucellia Viv.
  - Läusekraut (Pedicularis L.)
  - Klappertopf (Rhinanthus L.)
  - Alpenrachen (Tozzia L.)

- Früher zu den Braunwurzgewächsen, seit 2001 zur Familie der Blauglockenbaumgewächse (Paulowniaceae) gerechnet wird folgende Gattung:
  - Paulownien (Paulownia Siebold & Zucc.)

- Früher zu den Braunwurzgewächsen, seit 2001 zu den Gauklerblumengewächsen (Phrymaceae) gerechnet wird folgende Gattung:
  - Gauklerblumen (Mimulus L.)

- Früher zu den Braunwurzgewächsen gehörte auch die Gattung Halleria, die dann in die Familie der Stilbaceae transferiert wurde.

## Weiterführende Literatur
- Richard G. Olmstead: Phylogeny and Classification of Lamiales with Emphasis on Scrophulariaceae in the Broad Sense. Volltext-PDF, 27. August 2019. In: Flora of North America North of Mexico, Volume 17: Magnoliophyta: Tetrachondraceae to Orbobanchaceae, Oxford University Press, 2019, ISBN 978-0190868512.